# Langholz (Waabs)
Die Ortschaft Langholz (dänisch: Langskov oder auch Langholt) befindet sich am nördlichen Ufer der Eckernförder Bucht und gehört zur Gemeinde Waabs. Sie hat nur wenige fest ansässige Einwohner und zeichnet sich vor allem als Ferienort aus. Langholz wurde 1652 als Langholt erwähnt und bedeutet etwa Langes Gehölz. Der Küstenvorsprung bei Langholz wird im Dänischen als Langhoved bezeichnet.

Informationstafel über Langholz an der Landesstraße 26

Zu Langholz' Ferienangebot gehören unter anderem:
- zahlreiche Ferienwohnungen und Ferienhäuser
- ein Campingplatz
- ein Schullandheim des ADS
- ein Reiterhof
- Badestrände (darunter ein bewachter Badestrand)